# Brachychiton obtusilobus
Brachychiton obtusilobus là một loài thực vật có hoa trong họ Cẩm quỳ. Loài này được Guymer mô tả khoa học đầu tiên năm 1988.